# Měsíc československo-sovětského přátelství

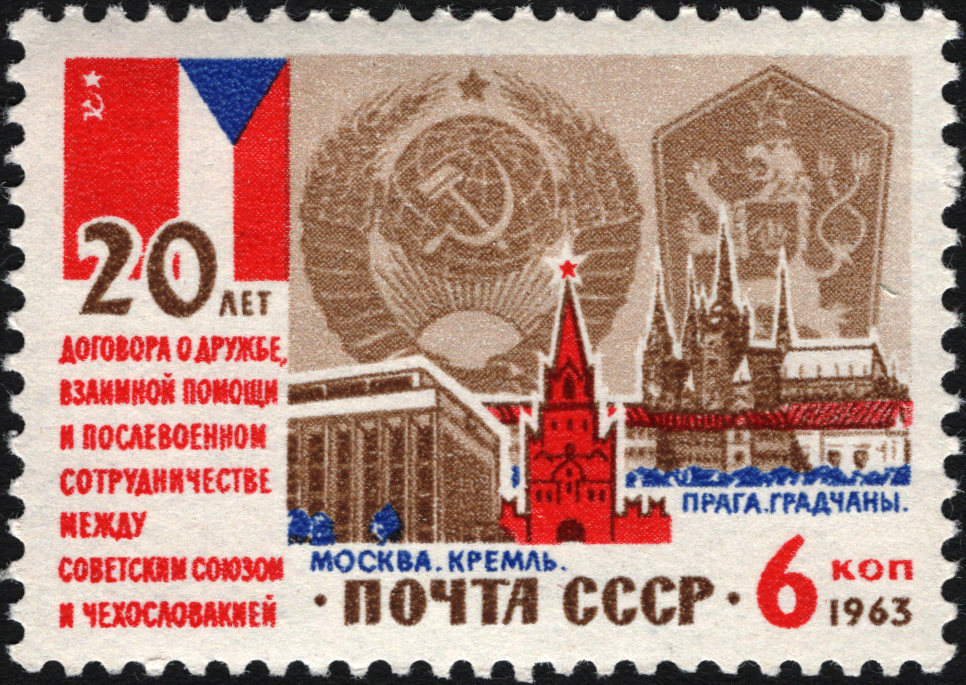
Poštovní známka SSSR při příležitosti vzájemné smlouvy o spolupráci.

Měsíc československo-sovětského přátelství, často uváděný pouze zkratkou MČSP, bývala každoroční několikatýdenní kulturně politická událost sloužící k popularizaci Sovětského svazu mezi obyvatelstvem Československa. Vznikla krátce po druhé světové válce a přirozeně zanikla po pádu komunistického režimu v roce 1989.

## Popis a historie
Měsíc československo-sovětského přátelství se v Československu slavil od roku 1949, nejprve pod názvem Dny československo–sovětského přátelství. Výraz Měsíc československo–sovětského přátelstí začal být používán v roce 1951. 
Zahajovacím dnem MSČP byl 7. listopad jako den, kdy se slavilo výročí Říjnové revoluce. Ukončen býval  k 5. prosinci, výročí přijetí tzv. stalinské ústavy SSSR z roku 1936, a od roku 1952 se zakončení posunulo na 12. prosinec, jenž byl dnem podpisu československo-sovětské smlouvy z roku 1943.
Oficiálně uváděné cíle zahrnovaly například posilování československo-sovětského přátelství, prohlubování poznatků o SSSR, další internacionalizace cítění pracujících a mládeže a povzbuzování hrdosti na skutečnost, že obyvatelstvo a stát jsou součástí socialistického společenství, jehož vzorem byl právě Sovětský svaz, nicméně prakticky se jednalo o zcela jasně cílenou propagandu.
V roce 1968 se Měsíc česloslovensko-sovětského přátelství ve spojitosti s invazí vojsk Varšavské smlouvy do Československa stal v několika městech další příležitostí k vyjádření nespokojenosti. Ve čtvrtek 7. listopadu, na den státního svátku, proběhly v Praze, Brně, Bratislavě nebo Českých Budějovicích protestní akce, během nichž zasahovaly jednotky Veřejné bezpečnosti. Tehdejším premiérem Oldřichem Černíkem byly na plenárním zasedání vlády o několik dní později tyto události hodnoceny jako „provokace, výstřelky, výtržnosti“ a „nerozvážné akce nezodpovědných skupin“ hlavně z řad mládeže, ve kterých „převažuje masová psychóza nad rozumem“ a jež by mohly vést „do slepé uličky“, protože „vážně ohrožují politický vývoj“.

## Události
V rámci Měsíce česloslovensko-sovětského přátelství se po celé zemi organizovala řada událostí. Probíhaly především ve spolupráci se Svazem československo-sovětského přátelství (SČSP), jež měl v roce 1989 kolem 2,5 miliónu členů. Mezi typické akce MČSP patřilo například:
- Povinná výzdoba státními vlajkami ČSSR a SSSR, s využitím propagačních transparentů s hesly, obrazů oficiálních komunistických vzorů (V. I. Lenin, F. Engels a K. Marx), aktuálních generálních tajemníků KSČ a dalších představitelů komunistického a dělnického hnutí.[2]
- Vydávání tematických známek,[8] odznaků[9] a plakátů[10][11]
- Kulturně vzdělávací akce jako přednášky,[12] koncerty,[13] výstavy[14] a promítání vhodných filmů doporučených Ústřední půjčovnou filmů[15]
- Schůze[2]
- Besedy s představiteli SČSP[5] a zástupci sovětských delegací[2]
- Brigády[5]
- Vyhlašování skupinových socialistických závazků[16]
- Vědomostní soutěže s tematikou Sovětského svazu,[17] například O zemi, kde zítra již znamená včera[5]
- Lampionové průvody pro děti, obyčejně kolem 7. listopadu[5]
- Štafeta míru a přátelství, která začínala lokálně v obcích, pokračovala přes okresní a krajská města do Prahy a následně do Sovětského svazu, kam také směřovaly oficiální zdravice a dary obyvatel Československa[1]

Obzvláště v Praze a větších městech se také připravovaly speciální akce k zakončení MČSP, mezi něž typicky patřila plenární zasedání a shromáždění. Jako konkrétní příklad lze uvést oficiální zakončení z 11. prosince 1987, kdy se ve Smetanově divadle, od roku 1992 přejmenovaném na Státní operu Praha, konal „Slavnostní večer k zakončení Měsíce československo-sovětského přátelství a v předvečer zahájení X. sjezdu SČSP uspořádaly ÚV Národní fronty ČSSR a ústřední výbor SČSP. Mezi hosty byla také delegace SSOD a SSČP, vedená členkou ÚV KSSS V. Těreškovovou. Proběhl slavnostní koncert Od Října k dnešku“.